# Orchamps
Orchamps – miejscowość i gmina we Francji, w regionie Burgundia-Franche-Comté, w departamencie Jura.
Według danych na rok 1990 gminę zamieszkiwało 936 osób, a gęstość zaludnienia wynosiła 94 osoby/km² (wśród 1786 gmin Franche-Comté Orchamps plasuje się na 179. miejscu pod względem liczby ludności, natomiast pod względem powierzchni na miejscu 437.).